# Frontera entre Mozambique y Suazilandia
La frontera entre Mozambique y Suazilandia es el lindero internacional de 105 kilómetros de longitud, en dirección oeste-este, que separa los territorios de Mozambique y Suazilandia.

## Características

### Generalidades
Con aproximadamente 105 km, la frontera es la más pequeña de las dos fronteras internacionales de Suazilandia (la frontera con Sudáfrica mide más del cuádruple, con 430 km). Es continua e íntegramente terrestre.
Se trata de una de las fronteras internacionales más cortas del continente africano; solas son más cortas aquellas que separan Nigeria de Chad (87 km), Yibuti de Somalia (58 km), España de Marruecos (16 km) y Botsuana de Zambia (2 km).

### Trazado
La frontera sigue la parte este de Suazilandia y el extremo suroeste de Mozambique.
Inicia en el punto triple formado por el encuentro de las fronteras Sudáfrica/Mozambique y Sudáfrica/Suazilandia (25° 57′ 12″ S, 31° 58′ 34″ E). Se dirige hacia el sudeste antes de girar hacia el sur.
Termina al segundo trifinio formado por el encuentro de las fronteras Sudáfrica/Mozambique y Sudáfrica/Suazilandia (26° 50′ 24″ S, 32° 08′ 05″ E), ubicado sobre el río Maputo.

## Historia
La frontera fue creada en 1881 con la creación del protectorado británico de Suazilandia y la declaración del dominio británico sobre el Transvaal hasta la independencia de Suazilandia en 1968. Mozambique estaba entonces bajo dominio de Portugal.
Suazilandia se independizó en 1968, Mozambique en 1975; la frontera permaneció invariable.

## Pasos fronterizos
Hay dos pasos fronterizos oficiales entre los dos países. En la frontera sur, por Goba, también atraviesa la frontera la línea ferroviaria de Goba.
| Mozambique | Mozambique    | Suazilandia | Suazilandia   | Notas           | Coordenadas                                 |
| Carretera  | Pas fronterer | Carretera   | Pas fronterer | Notas           | Coordenadas                                 |
| ---------- | ------------- | ----------- | ------------- | --------------- | ------------------------------------------- |
| EN2        | Namaacha      | MR3         | Lomahasha     | Abierta siempre | 25°59′22″S 31°59′59″E / -25.98950, 31.99976 |
| EN3        | Goba          | MR7         | Mhlumeni      | Abierta siempre | 26°15′27″S 32°05′06″E / -26.25738, 32.08500 |

## Anexos
- Lista de las fronteras terrestres internacionales por longitud